# Fundación Iberoamericana de las Industrias Culturales y Creativas
La Fundación Iberoamericana de las Industrias Culturales y Creativas (FIBICC) es una organización sin ánimo de lucro que promueve el desarrollo de la cultura y el arte en España, Europa, Sudamérica y África, creada por Orden ECD/2215/2012, de 10 de septiembre, por la que se inscribe en el Registro de Fundaciones la Fundación Iberoamericana de las Industrias Culturales y Creativas.

## Historia y propósito
Fue fundada en 2011 por un "equipo de profesionales de la gestión cultural y creativa" con el objetivo de fomentar la industria cultural apoyando a todo aquel que quiera innovar y emprender en este campo en el ámbito internacional. Desde entonces ha apoyado ya más de treinta proyectos relacionados con el emprendimiento cultural y creativo; y más de mil alumnos han asistido a sus cursos.
Entre sus objetivos también se encuentran la investigación y desarrollo de los soportes tecnológicos, potenciar el apoyo en educación en el sector de la industria cultural, fomentar la cooperación internacional en el desarrollo artístico, estimular y difundir la economía cultural e influir en la economía social.
Se ha convertido en una institución de referencia para el asesoramiento en el ámbito del emprendimiento cultural y del desarrollo de iniciativas culturales y creativas, como uno de los Recursos de Emprendimiento Cultural del Instituto de la Juventud del Gobierno de España. Al mismo tiempo desarrolló su propio centro cultural en Castilla-La Mancha con La Harinera, hasta que el Ayuntamiento de Pedro Muñoz adquirió y se hizo cargo del proyecto. También ha realizado e impulsado proyectos sobre historia de las mujeres como Fábrica de la Memoria que realizó exposiciones como "Mujeres en la Primera Guerra Mundial" para mostrar el papel de las mujeres en la contienda.
Ha apoyado diferentes iniciativas y premiado a jóvenes artistas con becas, o impartido talleres para desarrollo de proyectos. Aparece como en el Portal Iberoamericano de Gestión Cultural. Apoya el desarrollo de proyectos emprendedores como el premio a la  "Mejor iniciativa universitaria de Emprendimiento Cultural" en la Universidad de Granada. Recientemente ha editado el libro Las Industrias Culturales y Creativas en Iberoamérica, evolución y perspectivas que se presentó en la Casa América de Madrid. Cuenta dentro de la colección editorial, que ha publicado "Gestión de Patrimonio Industrial en La Harinera. 10 años metidos en harina (2006-2016).: Proceso de recuperación y transformación de la antigua fábrica de harinas en Pedro Muñoz (Ciudad Real)".
Dispone de un Albergue Juvenil en Pedro Muñoz, donde se pueden realizar actividades para grupos y se incluye en la Red Española de Albergues Juveniles (REAJ), donde la Fundación realiza otras interesantes iniciativas y recientemente ha donado el archivo histórico de La Harinera al pueblo de Pedro Muñoz.
Desde sus comienzos ha tenido como presidente al gestor cultural y profesor universitario español Santiago Arroyo Serrano, y entre su personal destacado han estado ocupando cargos directivos María José Muriel Santurino, Marina Pascual Galdeano y Maria Luz Balado Prieto. Ha realizado actividades en más de 70 países.

## Proyectos
La fundación lleva o ha llevado a cabo la creación de los siguientes proyectos:
- Máster en Gestión y Dirección de Industrias Culturales durante 10 ediciones con la colaboración de la Universidad Europea Miguel de Cervantes.[17]
- La Harinera, centro cultural creativo en Pedro Muñoz (Ciudad Real),[18][19][20] donde ha organizado conciertos y exposiciones como Rozalén o La Maravillosa Orquesta del Alcohol, entre muchos otros, y se ha convertido en referente turístico del patrimonio industrial.[21]
- Programa de Apoyo al Emprendimiento Cultural Cultup,[22][23] que fue reconocido por la Revista Emprendedores, como uno de los mejores programas formativos en Emprendimiento Cultural y Creación de Empresas y se realizó en colaboración con el Ministerio de Empleo y Seguridad Social del Gobierno de España.[24][25]
- Instituto de Gestión Cultural y Artística (IGECA). Es la primera escuela de negocios y estudios de este ámbito,[26] referenciada como uno de los centros mejor valorados para estudiar Gestión Cultural por el portal Emagister,[27] y forma parte de Confianza En línea.[28]
- Youth & Heritage in Quixote Land (Erasmus +)
- Cultural & Creative Entrepeneurship (Erasmus +).
- Communication and Culture (Erasmus +).
- International Master in Music Management, en colaboración con la Universidad de Deusto.
- Fábrica de la Memoria.[29]
- Up Skilling Cultural Managers, dentro del programa Leonardo da Vinci.[30]
- Centro de Iniciativas Cuturales y Artísticas de Tomelloso (CICATO) en la provincia de Ciudad Real.
- Club Creativo ULPGC de las Islas Canarias.[31]
- Acerca Digital[32] para la Agencia Española de Cooperación Internacional al Desarrollo (AECID)
- Programa de formación de empresas culturales Castilla y León con la colaboración de la Consejería de Cultura y Turismo de la Junta de Castilla y León.
- Take Part Project. Programa con el objetivo de acercar a los más jóvenes todo lo relacionado con la industria cultural, dentro del marco Youth in Action Programme.
- Revista Iberoamericana de Cultura y Pensamiento Monograma, incluida en directorios como ERIH en colaboración hasta enero de 2019 con la Universidad de Burgos y la Universidad de Wuppertal.[33] y que ha publicado siete números, el último sobre la cultura en Castilla-La Mancha.[34] También en la Quiroga. Revista de Patrimonio Iberoamericano.
- Cátedra Iberoamericana de las Industrias Culturales y Creativas[35][36]
- Máster en Music Management (IV Edición).[37]
- Máster Oficial Universitario en Dirección y Gestión de Industrias Culturales y Creativas (2ª Edición).[38][39]
- Laboratorio de Industrias Culturales y Creativas (en colaboración con la Universidad de Granada)[40]
- La Destiladora. Centro de Cultura Contemporánea.[41]
- Escuela de Formación Cultural en Universidad de Salamanca.[42]
- La Noche de los Museos en Guadix.[43]
- Arte Patrimonial.[44]
- Sonidos Líquidos en el año 2013.[45]
- Cátedra Iberoamericana de Filosofía, Educación y Cultura creada con la Universidad de Granada en marzo de 2019.,[46] que en 2020 pasa a ser Cátedra Iberoamericana de Investigación en Filosofía G.W. Leibniz» se crea por convenio entre la Universidad de Granada y FIBICC de 20 de enero de 2020.[47]
- Colaborador principal del Festival Internacional de Música y Danza de Granada desde 2019, en el que apoya el ciclo en el emblemático espacio del Corral del Carbón y sede del Festival un ciclo de la integral de las sinfonías de Beethoven por Liszt, un brillante trabajo de 30 años que llevó el revolucionario sinfonismo de Beethoven hasta los salones privados a través de transcripciones para piano, en el que participan los pianistas españoles Miguel Ituarte, Juan Carlos Garvayo, Javier Negrín, Eduardo Fernández y Enriqueta Somarriba. Por otro lado, el chelista Adolfo Gutiérrez Arenas acompañado al piano por Christopher Park, afrontará el corpus de sus Sonatas para violonchelo y piano, en la alhóndiga nazarí.[48][49]
- Colabora en el V Congreso Internacional de Barroco Iberoamericano[50] de la Universidad de Granada.
- Crea el Aula de Mecenazgo Cultural en Iberoamérica junto a la Universidad de Granada.[51]
- Participación en el diálogo con la Comisión Europea Voices of Culture[52] sobre ‘Culture and the Sustainable Development Goals: Challenges and Opportunities’.
- Organiza en Encuentro sobre el estado del cine en España: retos y perspectivas (Saltos de Eje).[53]
- Convoca el programa de emprendimiento para jóvenes bailarines y bailarinas Dance4Job.[54]

Participando como colaborador y coorganizador en iniciativas en el ámbito del desarrollo de las industrias culturales y creativas en España, para posibilitar nuevas líneas de emprendimiento en el ámbito digital o en el ámbito cultural y musical, en diferentes lugares del mundo, especialmente en instituciones culturales con jóvenes, participando en proyectos tan representativos como The Clipperton Project.
Es entidad acreditada del programa Erasmus +, ha aparecido en prensa para realizar aportaciones sobre el sector de las industrias culturales y creativas, como en El Economista, Jod Down o El País. Realizado proyectos de apoyo a refugiados con Beatriz Sanz González y Daniel Yonte como Proyecto Palmira.
Miembro de redes internacionales como: ENCATC (European Network of Cultural Administration Training Centres), European Network of Cultural Centres donde su presidente, Santiago Arroyo Serrano, desempeña el cargo de Tesorero del Comité Ejecutivo, o NEMO Network European Museum Organzations, miembro de la Fundación Anna Lindh o Fundacult.